# Mexico litoralis
Mexico litoralis är en skalbaggsart som beskrevs av Theodore J. Spilman 1972. Mexico litoralis ingår i släktet Mexico och familjen lerstrandbaggar. Inga underarter finns listade i Catalogue of Life.